# Ga Banwoldang
Ga Banwoldang (Công ty luật Star) (Tiếng Hàn: 반월당역(스타법무법인), Hanja: 半月堂驛) là ga trung chuyển ngầm Tàu điện ngầm Daegu tuyến 1 và Tàu điện ngầm Daegu tuyến 2 ở ở Jungang-daero và Dalgubeol-daero, Deoksan-dong, Jung-gu, Daegu, Hàn Quốc. Đây là ga nơi đặt trụ sở của Tổng công ty Vận tải Daegu CS1.

## Lịch sử
- 26 tháng 11 năm 1997: Bắt đầu hoạt động với việc khai trương Tàu điện ngầm Daegu tuyến 1
- 18 tháng 2 năm 2003: Do thảm họa cháy tàu điện ngầm Daegu, hoạt động bị đình chỉ trong 8 tháng.
- 21 tháng 10 năm 2003: Hoạt động kinh doanh được tiếp tục trở lại 8 tháng sau thảm họa bằng cách đi qua Ga Jungangno mà không dừng.
- 18 tháng 10 năm 2005: Trở thành ga trung chuyển với việc khai trương Tàu điện ngầm Daegu tuyến 2
- 29 tháng 5 năm 2009: Lắp đặt cửa chắn
- 19 tháng 8 năm 2011:  Hyundai Department Store chi nhánh Daegu khai trương, tên ga phụ đổi thành Hyundai Department Store
- 4 tháng 4 năm 2018: Xóa tên ga phụ Hyundai Department Store
- 1 tháng 12 năm 2018 :  Thêm tên ga phụ Epil Plastic Surgery
- Tháng 4 năm 2022: Xóa tên ga phụ Epil Plastic Surgery
- Tháng 9 năm 2023: Thêm tên ga phụ Công ty Luật Star

## Bố trí ga

### Tuyến số 1 (B3F)
| Myeongdeok ↑ |
| \| S/B       |
| ↓ Jungangno  |

| Hướng Nam | ● Tuyến 1 | ← Hướng đi Bến xe buýt Seobu · Sangin · Daegok · Seolhwa–Myeonggok |
| Hướng Bắc | ● Tuyến 1 | → Hướng đi Jungangno · Daegu · Dongdaegu · Ansim →                 |

| Tuyến và hướng                              | Chuyển tuyến nhanh |
| ------------------------------------------- | ------------------ |
| Tuyến 1 (Hướng Seolhwa–Myeonggok) → Tuyến 2 | 6-4                |
| Tuyến 1 (Hướng Ansim) → Tuyến 2             | 1-1                |

### Tuyến số 2 (B4F)
| Đồi Cheongna ↑                         |
| E/B W/B \|                             |
| ↓ Bệnh viện Đại học Quốc gia Kyungpook |

| Hướng Tây  | ● Tuyến 2 | ← Hướng đi Đồi Cheongna · Duryu · Khu công nghiệp Seongseo · Munyang |
| Hướng Đông | ● Tuyến 2 | → Hướng đi Beomeo · Manchon · Sawol · Đại học Yeungnam →             |

| Tuyến và hướng    | Chuyển tuyến nhanh |
| ----------------- | ------------------ |
| Tuyến 2 → Tuyến 1 | 2-4, 6-4           |

## Xung quanh nhà ga
- Trường trung học khoa học thông tin Kyungshin
- Nhà tưởng niệm Thánh tử đạo Công giáo Gwandeokjeong
- Dịch vụ hưu trí quốc gia
- Viện thanh toán tài chính
- Chợ Nammun
- Trung tâm an toàn Nammun
- Đồn cảnh sát Namsan 1-dong
- Trung tâm phúc lợi hành chính Namsan 2-dong
- Đài phát thanh hòa bình Công giáo Daegu
- Văn phòng Giáo dục phía Đông Thành phố Daegu
- Daegu Metroplaza (trung tâm mua sắm)
- Chi nhánh chính của cửa hàng bách hóa Daegu
- Won-buddhism Broadcasting System Daegu
- Ngân hàng Daegu Chi nhánh Banwoldang
- Trường tiểu học Daegu
- Dongseongro
- Chi nhánh mua sắm bách hóa Donga (Trung tâm mua sắm Đông A)
- Mua sắm dưới lòng đất Banwoldang
- Ngã tư Banwoldang
- Ngã sáu Bongsan
- Trung tâm văn hóa Bongsan
- Samsung Finance Plaza (Tòa nhà bảo hiểm nhân thọ Samsung)
- Trung tâm phúc lợi hành chính Seongnae 1-dong
- Trung tâm phúc lợi hành chính Seongnae 2-dong
- Hội trường Học viện CGV
- Hẻm Yasi
- Hẻm Yakjeon
- Chợ Yeommae
- Học viện Yushin
- Đồn cảnh sát Jungang
- Bảo hiểm nhân thọ Heungkuk
- Hyundai Department Store chi nhánh Daegu
- Nhà thờ Gyesan, nhà thờ chính tòa của Tổng giáo phận Công giáo Daegu
- Công ty báo hàng ngày
- Chi nhánh Top Mart Daegu
- Daeguhyanggyo

## Hình ảnh

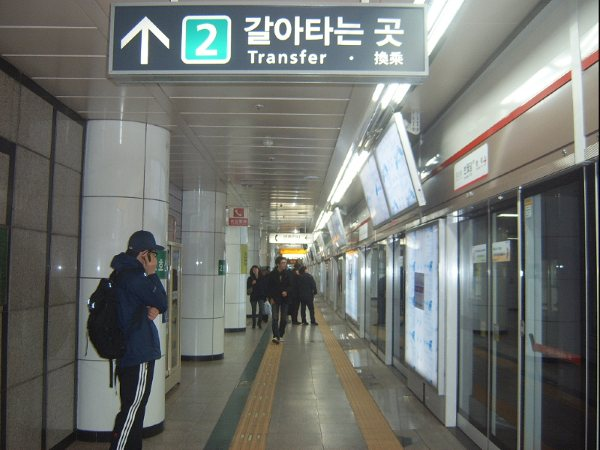
Sân ga Tuyến 1
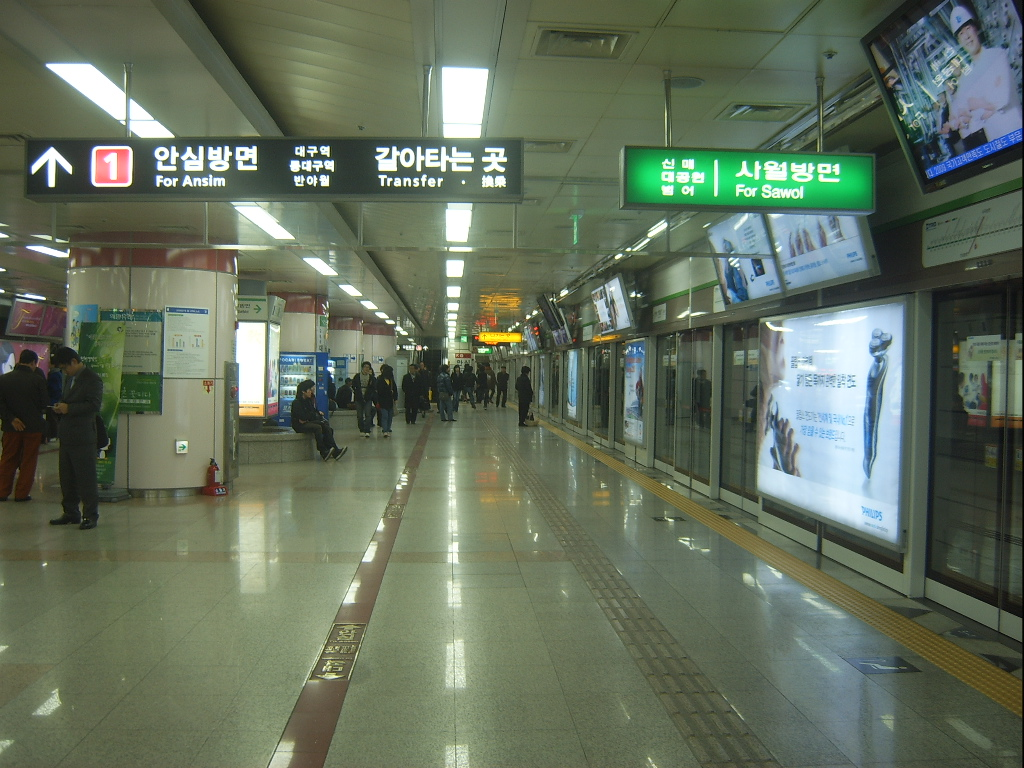
Sân ga Tuyến 1 (trước khi mở rộng đến Ga Đại học Yeungnam)
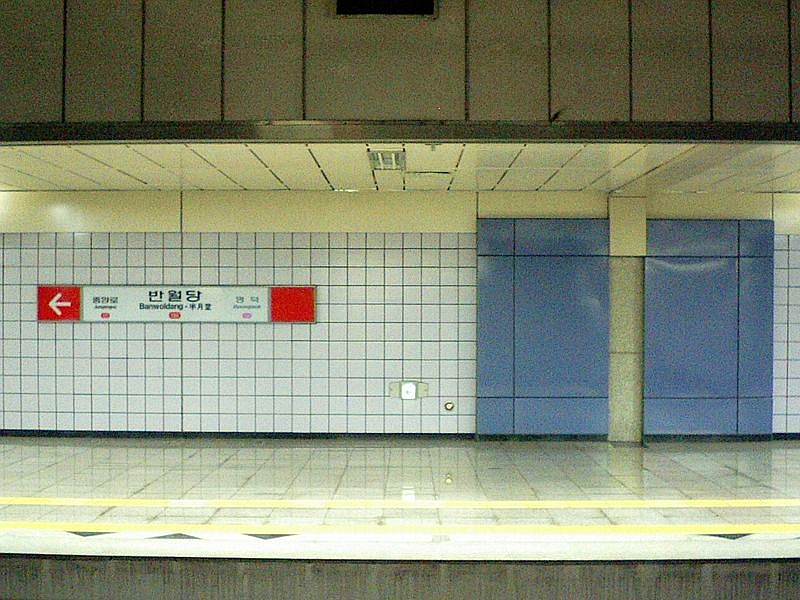
Sân ga Tuyến 1 (trước khi thay biển tên ga, trước khi lắp đặt cửa chắn)
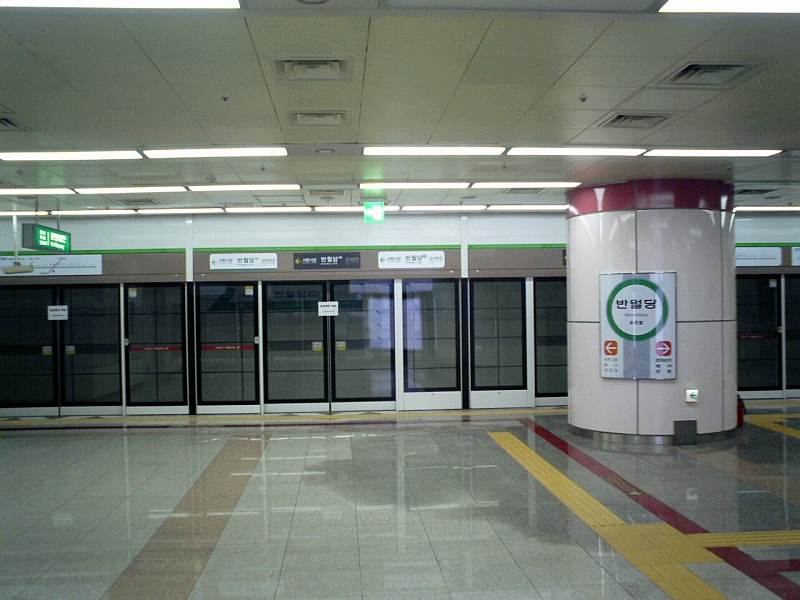
Sân ga Tuyến 2 (trước khi thay biển tên ga)
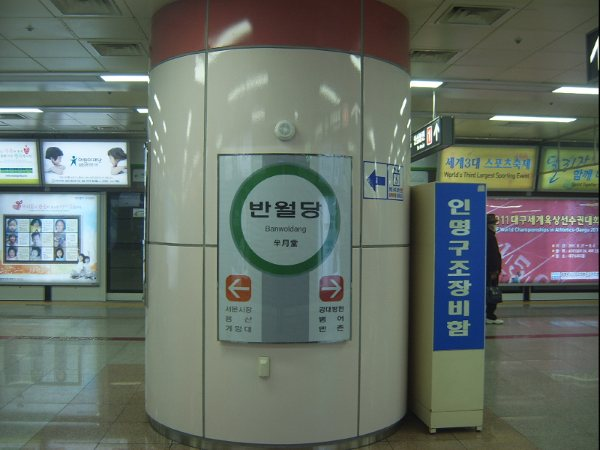
Sân ga Tuyến 2 (trước khi thay biển tên ga)
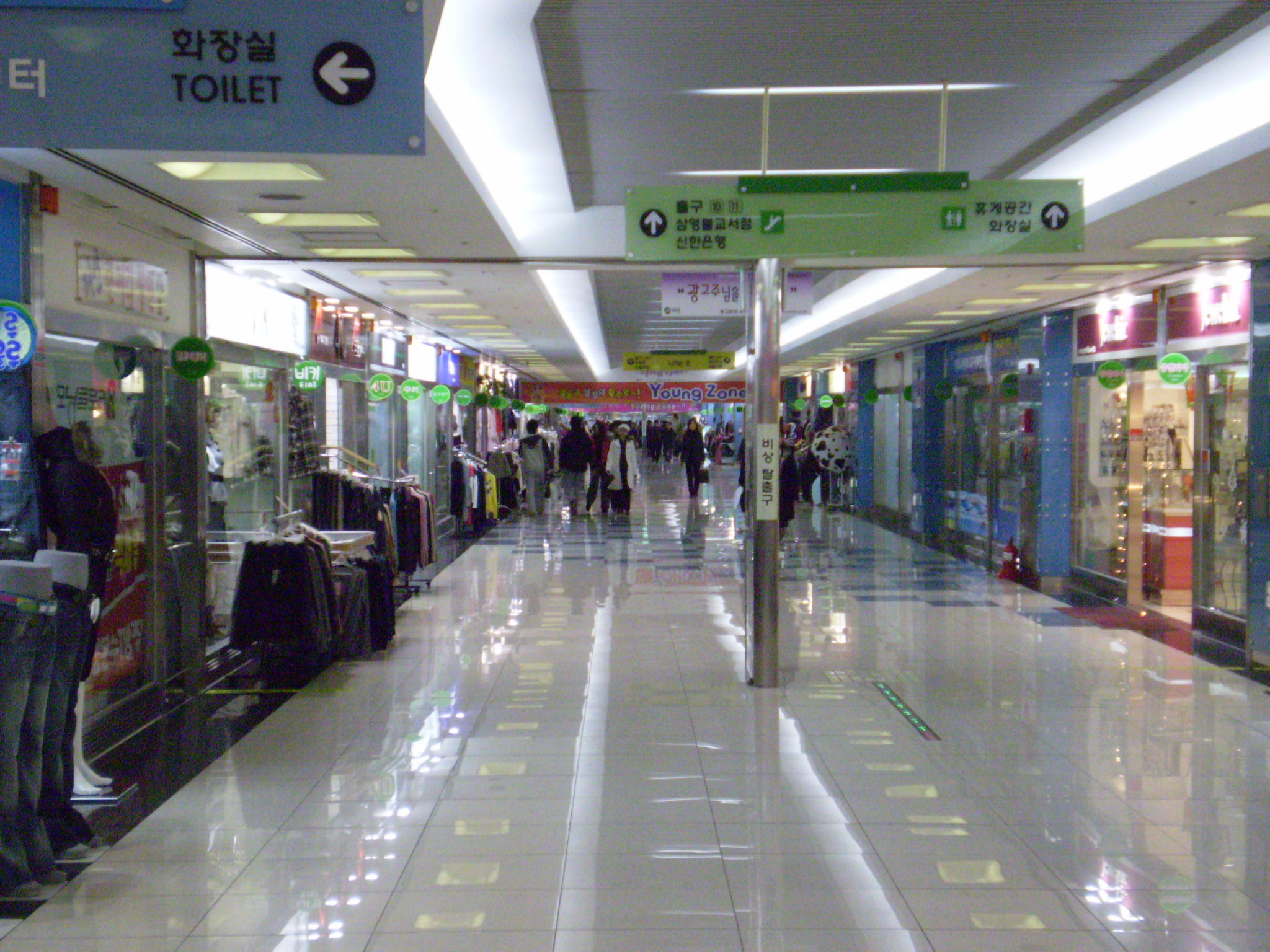
Trung tâm mua sắm dưới lòng đất Banwoldang (trước đây là Metro Center)